# Chile en los Juegos Olímpicos de Sochi 2014
Chile participó en los Juegos Olímpicos de invierno en Sochi, Rusia del 7 al 23 de febrero de 2014. La delegación chilena estuvo integrada por seis atletas (tres hombres y tres mujeres) en tres disciplinas deportivas. La abanderada en la ceremonia de apertura fue la esquiadora Dominique Ohaco, quien obtuvo un meritorio 13.er lugar, a un puesto de entrar en la final.

## Esquí alpino
Tres atletas se clasificaron para esquí alpino: Eugenio Claro, Henrik von Appen y Noelle Barahona.
Masculino
| Atleta           | Evento          | 1ª ronda | 1ª ronda | 2ª ronda | 2ª ronda | Total   | Total    |
| Atleta           | Evento          | Tiempo   | Posición | Tiempo   | Posición | Tiempo  | Posición |
| ---------------- | --------------- | -------- | -------- | -------- | -------- | ------- | -------- |
| Eugenio Claro    | Súper gigante   | —        | —        | —        | —        | 1:23,31 | 45°      |
| Henrik von Appen | Descenso        | —        | —        | —        | —        | 2:13,16 | 41°      |
| Henrik von Appen | Súper gigante   | —        | —        | —        | —        | 1:21,88 | 32°      |
| Henrik von Appen | Súper combinada | 1:58,49  | 40       | 1:00,42  | 30       | 2:58,91 | 32°      |

Femenino
| Atleta          | Evento          | 1ª ronda   | 1ª ronda   | 2ª ronda   | 2ª ronda   | Total      | Total      |            |            |
| Atleta          | Evento          | Tiempo     | Posición   | Tiempo     | Posición   | Tiempo     | Posición   |            |            |
| --------------- | --------------- | ---------- | ---------- | ---------- | ---------- | ---------- | ---------- | ---------- | ---------- |
| Noelle Barahona | Descenso        | —          | —          | —          | —          | 1:49,70    | 34°        |            |            |
| Noelle Barahona | Súper combinada | No terminó | No terminó | No terminó | No terminó | No terminó | No terminó | No terminó | No terminó |
| Noelle Barahona | Eslalon gigante | —          | —          | —          | —          | 2:49,86    | 42°        |            |            |

## Esquí de fondo
Un atleta clasificó para esquí de fondo:Yonathan Fernández.
Masculino
| Atleta             | Evento    | Clasificación | Clasificación | Cuartos de final | Cuartos de final | Semifinales | Semifinales | Final     | Final     |
| Atleta             | Evento    | Tiempo        | Posición      | Tiempo           | Posición         | Tiempo      | Posición    | Tiempo    | Posición  |
| ------------------ | --------- | ------------- | ------------- | ---------------- | ---------------- | ----------- | ----------- | --------- | --------- |
| Yonathan Fernández | Velocidad | 4:58,63       | 84°           | No avanzó        | No avanzó        | No avanzó   | No avanzó   | No avanzó | No avanzó |

## Esquí acrobático
Dos atletas clasificaron para esquí acrobático.
- Stephanie Joffroy
- Dominique Ohaco

Ski cross
| Atleta            | Evento                                                 | Seeding | Seeding | Octavos de final | Cuartos de final | Semifinal | Final     | Final |
| Atleta            | Evento                                                 | Tiempo  | Lugar   | Posición         | Posición         | Posición  | Posición  | Lugar |
| ----------------- | ------------------------------------------------------ | ------- | ------- | ---------------- | ---------------- | --------- | --------- | ----- |
| Stephanie Joffroy | Esquí acrobático en los Juegos Olímpicos de Sochi 2014 | DNF     | 28      | 2 Q              | DNF              | No avanzó | No avanzó | 16°   |

Slopestyle
| Atleta          | Evento                                                 | Calificación | Calificación | Calificación | Calificación | Final     | Final     | Final     | Final     |
| Atleta          | Evento                                                 | Carrera 1    | Carrera 2    | Mejor        | Lugar        | Carrera 1 | Carrera 2 | Mejor     | Lugar     |
| --------------- | ------------------------------------------------------ | ------------ | ------------ | ------------ | ------------ | --------- | --------- | --------- | --------- |
| Dominique Ohaco | Esquí acrobático en los Juegos Olímpicos de Sochi 2014 | 69.60        | 51.40        | 69.60        | 13°          | No avanzó | No avanzó | No avanzó | No avanzó |